# Zlatá horečka ve Victorii

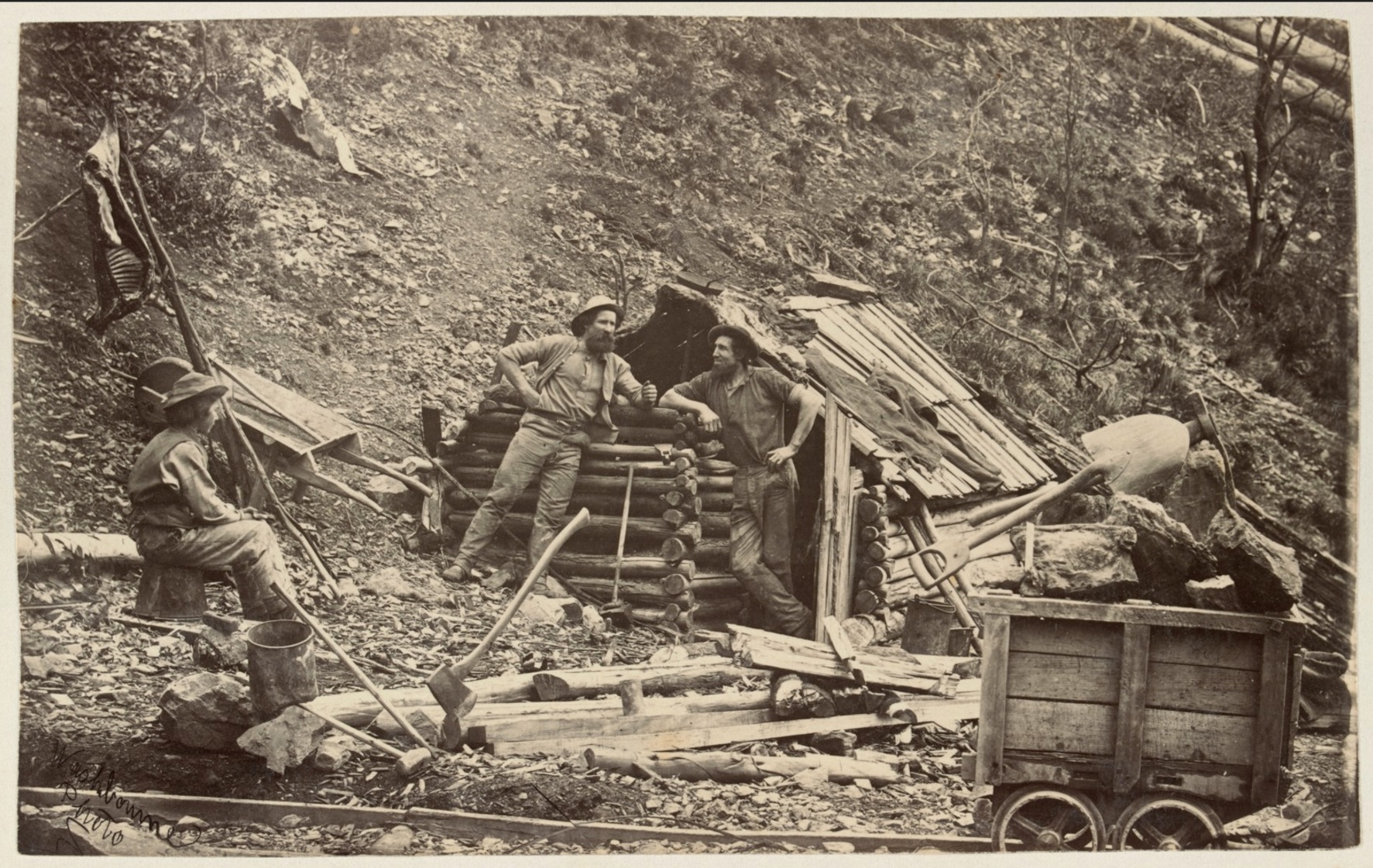
Chata zlatokopů u města Dargo

Zlatá horečka ve Victorii proběhla v padesátých a šedesátých letech 19. století. Zlato bylo v koloniích na australském území nalezeno už dříve, úřady to však tajily z obavy před hospodářským zhroucením země, která závisela na nucené práci trestanců. V roce 1851 však už byly objevy zlata tak hojné a nálada obyvatel natolik ovlivněná zprávami o zlaté horečce v Kalifornii, že se masovému hledání zlata již nepodařilo zabránit.

## Objev zlata
Zlatou horečku ve Viktorii odstartoval 1. července 1851 nález, který učinil James Esmond na potoku Creswick's Creek, o měsíc později objevil zlato u Buninyongu Thomas Hiscock. Nejvýnosnější zlatonosná pole se nacházela v okolí měst Beechworth, Ballarat a Bendigo, na svazích hory Mount Alexander se daly nuggety sbírat ze země. Po vyčerpání prvních nalezišť byly otevřeny doly v Omeo (1855) a Chilternu (1858). Victoria vyhlásila roku 1851 odtržení od Nového Jižního Walesu a do země se hrnuly davy přistěhovalců: počet obyvatel vzrostl během padesátých let ze 77 000 na více než půl milionu, hlavní město Melbourne se stalo za pár let stotisícovým velkoměstem. Většinu zlatokopů tvořili Britové, byli však mezi nimi i Němci, Američané nebo Číňané. Přicházeli převážně mladí muži: podle sčítání z roku 1854 připadali ve Viktorii dva muži na jednu ženu, britská vláda proto začala podporovat usazování celých rodin.

## Povstání zlatokopů
V lednu 1852 byl vydán zákon, který dovolil dobývání zlata pouze tomu, kdo zakoupil licenci za tři libry šterlinků měsíčně. To přesahovalo možnosti mnoha zájemců, přibývalo případů těžby načerno a podplácení úředníků, rostla nespokojenost s policií, která nezvládala zajistit pořádek a mnozí zlatokopové byli okradeni o výsledky své práce. Proti poměrům demonstrovalo 11. listopadu 1854 na Bakery Hillu u Ballaratu přes deset tisíc prospektorů, do čela hnutí se postavil Peter Lalor, který 1. prosince zorganizoval pálení licencí, opevnil se se svými stoupenci na návrší Eureka a vztyčil nad ním modrou vlajku s Jižním křížem jako symbol nezávislosti na britské koruně. Armáda povstání 3. prosince  násilně potlačila, následovala jednání, jejichž výsledkem bylo zmírnění zlatokopeckých zákonů a udělení volebního práva přistěhovalcům.

## Dozvuky
Austrálie byla ve druhé polovině 19. století největším světovým producentem zlata, zdejší drahý kov umožnil britskému impériu splatit zahraniční dluhy. V období let 1851 až 1860 bylo na území Viktorie vytěženo 683,5 tun zlata. V roce 1869 byl v Moliagulu nalezen největší světový nugget všech dob Welcome Stranger, dlouhý přes 60 cm a vážící 72 kg. V té době však už byla k těžbě zlata potřebná mechanizace, kterou si individuální prospektoři nemohli dovolit, což vedlo ke konci zlaté horečky.